# Lake Placid (filme)
Lake Placid (prt: O Lago; bra: Pânico no Lago) é um filme norte-americano de 1999 do gênero comédia de terror dirigido por Steve Miner.

## Sinopse
Em uma pequena localidade no Maine, o xerife Hank Keough (Brendan Gleeson) vê em um calmo lago um mergulhador ser partido em dois. Ele pede ajuda a Jack Wells (Bill Pullman), o chefe do "Fish and Game", e além disto um museu de Nova York manda Kelly Scott (Bridget Fonda), uma paleontóloga que não queria ir, mas como seu chefe e ex-namorado quer Kelly distante, pois agora está namorando uma amiga dela, ela acaba sendo enviada também.
Por fim chega Hector Cyr (Oliver Platt), um ricaço que é obcecado por crocodilos. Enquanto investigam um guarda tem a cabeça arrancada e quando vêem o crocodilo atacar um urso e levá-lo para o fundo estimam que ele tenha nove metros. Gradativamente ficam sabendo de algo estranho que acontece no lago. Eles precisam pôr um fim na situação e Hector e Kelly convencem os outros de que será muito mais interessante pegá-lo vivo, mas isto implica sérios riscos, que podem levar qualquer um do grupo a ser morto.

## Elenco
- Bill Pullman — Jack Wells
- Bridget Fonda — Kelly Scott
- Oliver Platt — Hector Cyr
- Brendan Gleeson — Xerife Hank Keough
- Betty White — Sra. Delores Bickerman
- David Lewis — Walt Lawson
- Tim Dixon — Stephen Daniels
- Natassia Maltke — Janine
- Mariska Hargitay — Myra Okubo
- Meredith Salenger — Deputada Sharon Gare
- Jed Reese — Deputado Burke
- Richard Leacock — Deputado Stevens
- Steve Miner — Piloto